# Fonni
Fonni ('Onne, Honne o Fonne in sardo) è un comune italiano di 3 584 abitanti della provincia di Nuoro in Sardegna. Si trova nell'antica subregione storica della Barbagia di Ollolai.

## Geografia fisica

### Territorio
(Grazia Deledda, Cenere - 1903)
Adagiato sulle pendici settentrionali del Gennargentu, ad un'altitudine di 1.000 metri, è il comune più alto della Sardegna.
Nel territorio comunale scorre il fiume Aratu.

### Clima
Il clima non è di tipo caldo mediterraneo come nella gran parte dell'isola, bensì un clima leggermente più freddo. A Fonni si riscontra infatti un clima temperato mediterraneo ad estate tiepida con circa due mesi di siccità estiva (Csb): la temperatura media annua si aggira intorno agli 11,5 °C. L'inverno è più freddo della media isolana (media di febbraio di 4 °C), con gelate frequenti e nevicate, talvolta abbondanti anche grazie all'esposizione a nord del paese, mentre l'estate è tiepida, con possibili giorni di calura ma con temperature minime notturne fresche (media del mese di agosto di 21 °C). La temperatura più bassa mai registrata dal 1954 è stata di circa -10 gradi, mentre la più elevata è stata di 38 gradi. Talvolta il manto nevoso supera il metro.

## Storia

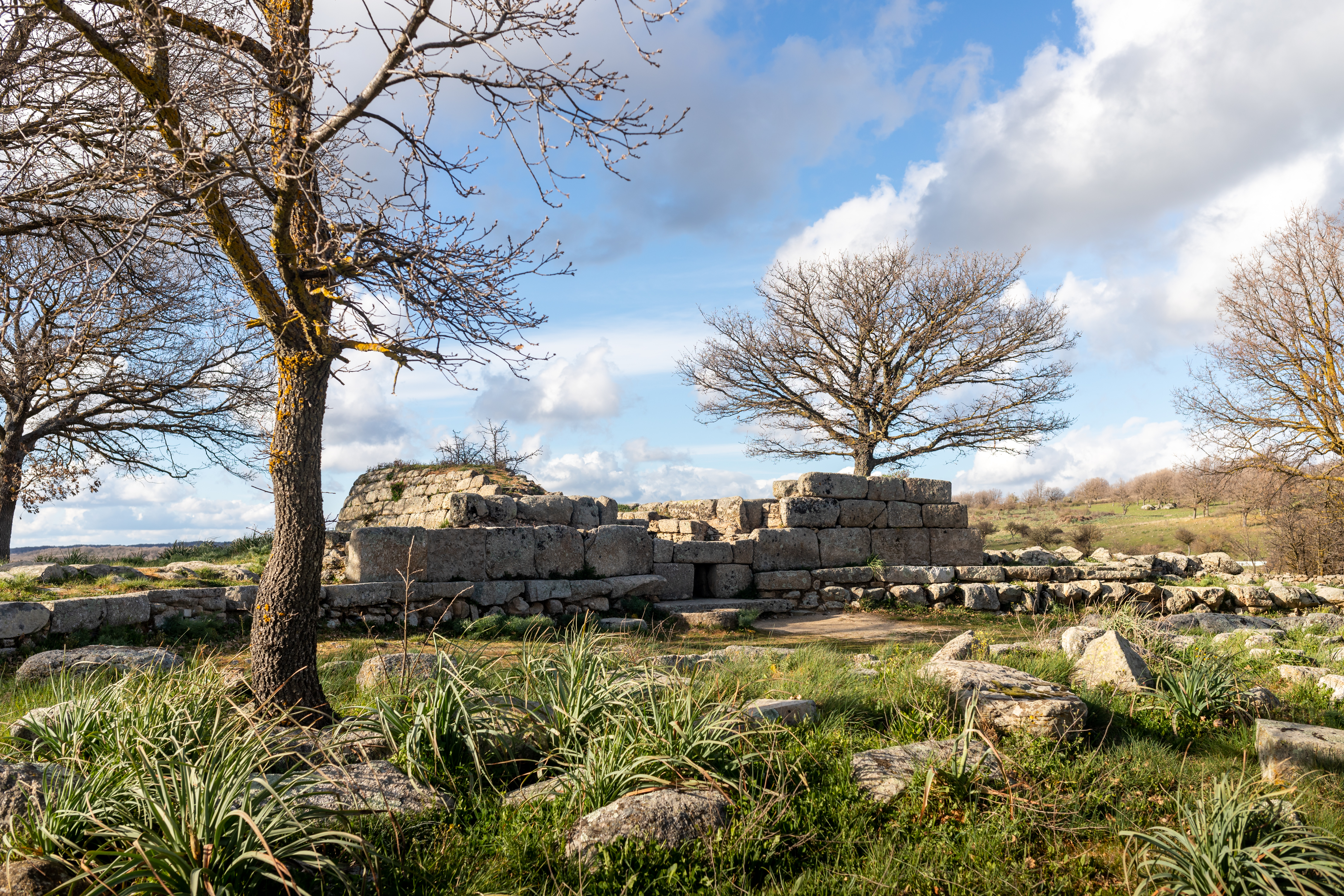
Tomba dei giganti di Madau

L'area fu abitata in epoca prenuragica, nuragica (presenza di tombe dei giganti e nuraghi) e romana, nella quale fu fondata la mansio (stazione di posta) Sarabensis.
Nel medioevo appartenne al Giudicato di Arborea e fece parte della curatoria della Barbagia di Ollolai. Alla caduta del giudicato (1420), passò sotto il dominio del marchesato di Oristano, per poi passare sotto la dominazione aragonese (1478).
Nel 1604 fu incorporato nel ducato di Mandas, feudo dei Maza e poi dei Tellez-Giron.
Nel 1708, per iniziativa del padre Pacifico Guiso Pirella, venne edificato il santuario della Beata Vergine dei Martiri presso il convento dei Padri Minori Osservanti.
Nel 1821 il paese fu teatro di moti dei pastori contro l'Editto delle chiudende (emanato l'anno prima dal re di Sardegna Vittorio Emanuele I).
Il paese fu riscattato agli ultimi feudatari nel 1839 con la soppressione del sistema feudale.

## Monumenti e luoghi d'interesse

### Architetture religiose
- Basilica della Madonna dei Martiri
- Chiesa San Giovanni Battista

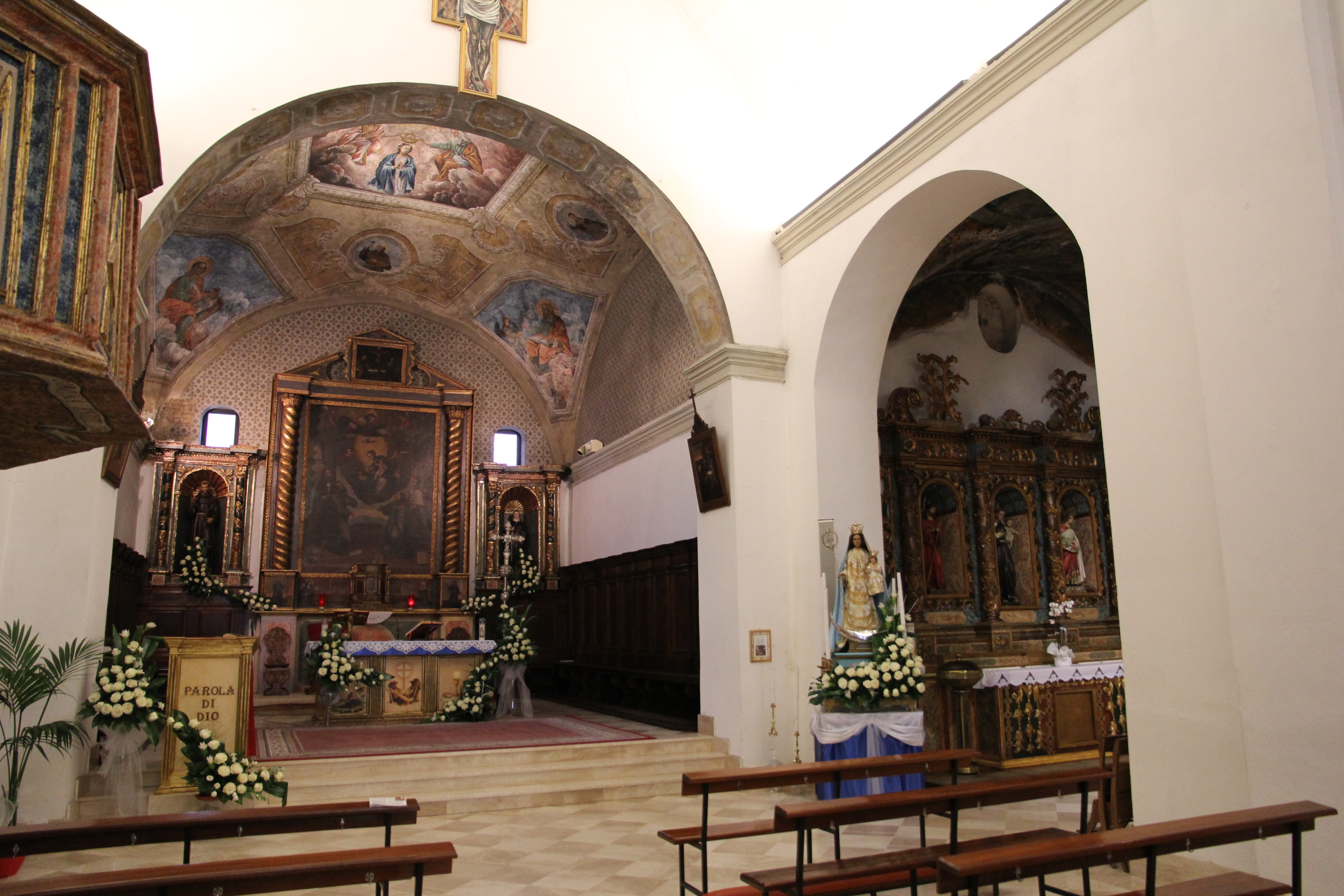
Complesso basilicale di Santa Maria dei Martiri

- Santuario campestre della Madonna del Monte
- Chiesa del Rosario
- Chiesa di Santa Croce
- Chiesa campestre di San Cristoforo

### Siti archeologici

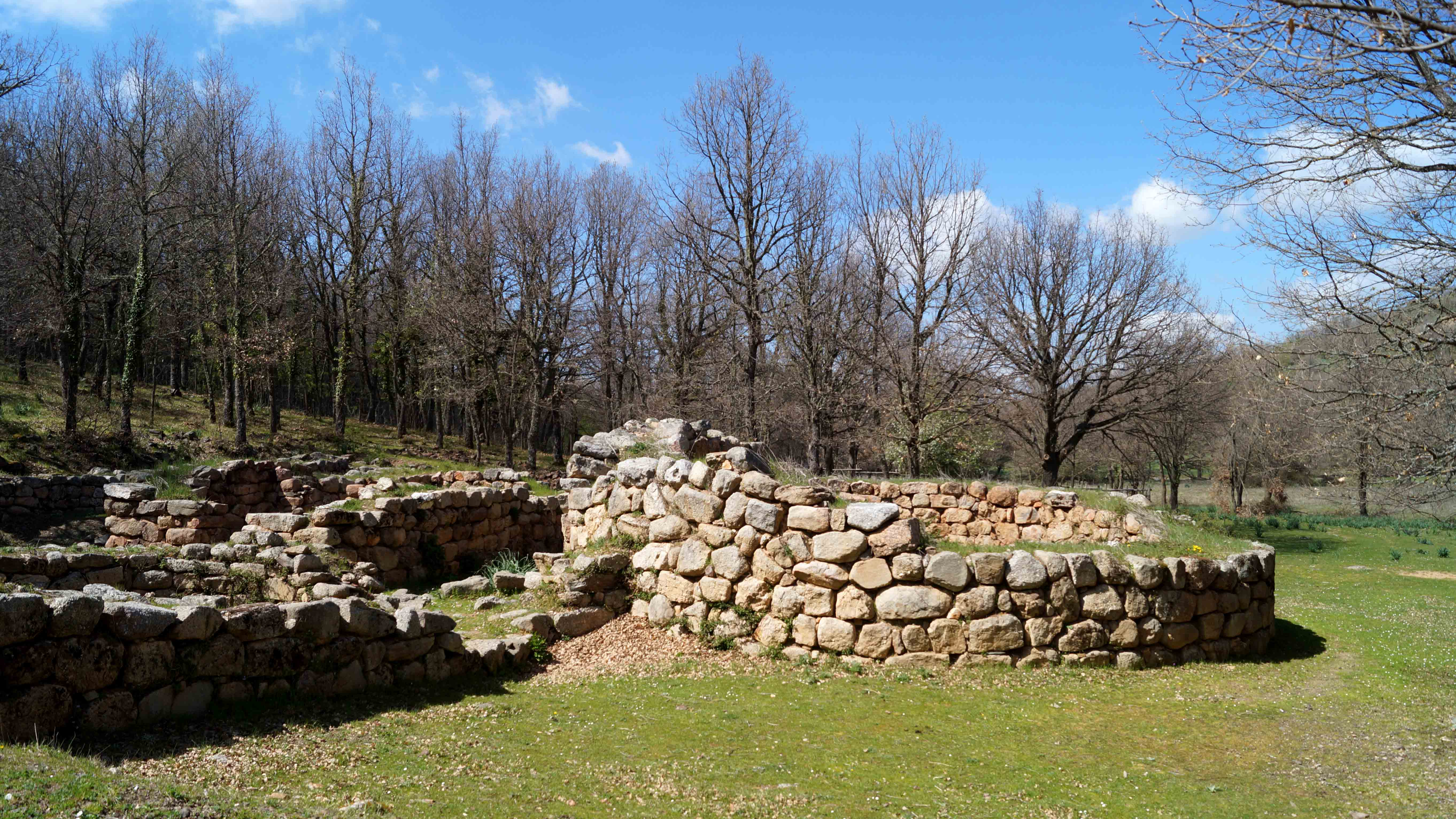
Santuario di "Gremanu"

Nel territorio comunale si contano almeno 40 nuraghi, numerosi menhir, varie domus de janas ed almeno due tombe dei giganti.
- Santuario nuragico di Gremanu
- Tomba dei giganti di Madau
- Tomba dei giganti di Bidistili

## Società

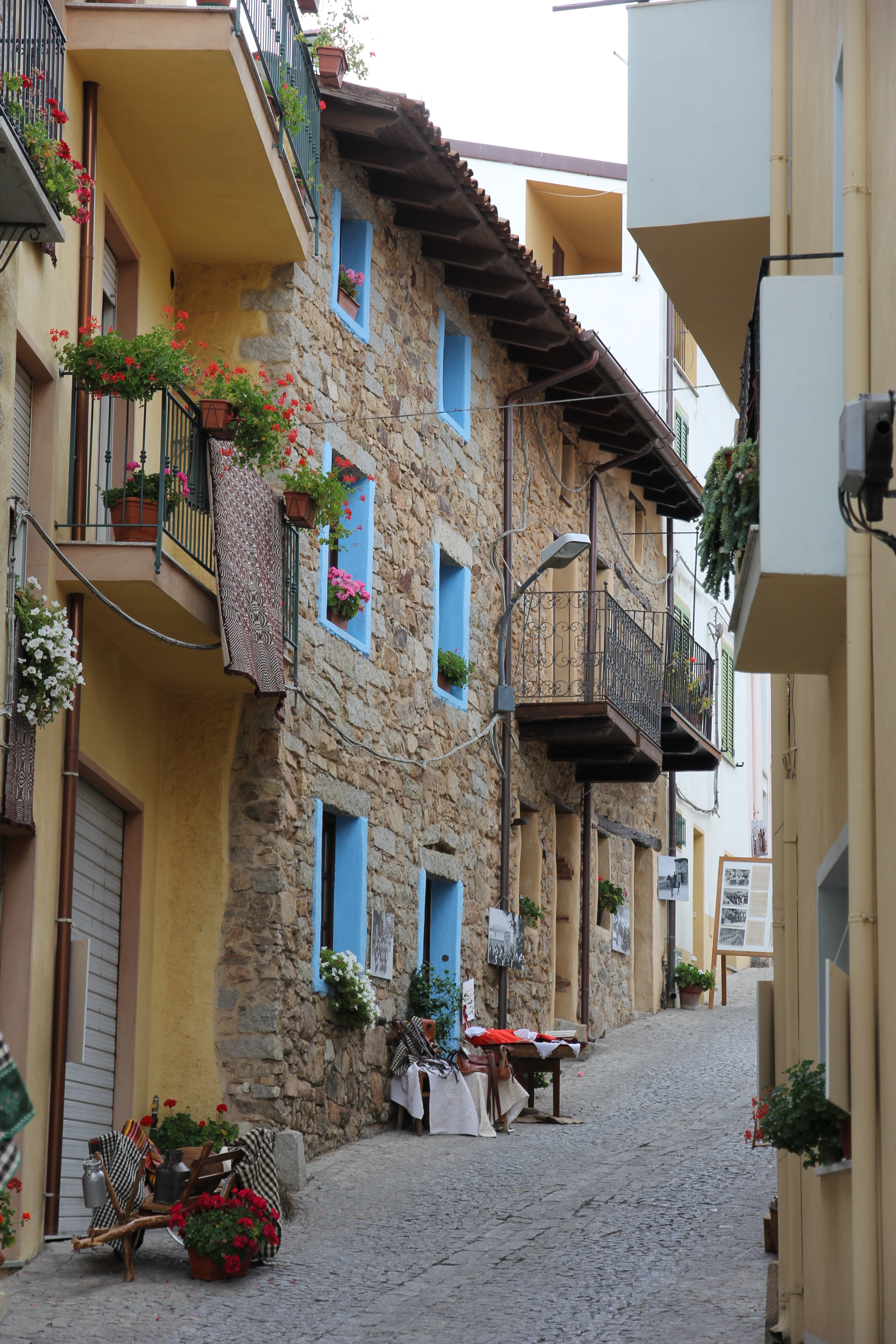
Una via del paese

### Evoluzione demografica
Abitanti censiti

### Tradizioni e folclore
Le feste di Sos Martires e Santu Juvanne in onore della Madonna dei Martiri e di San Giovanni Battista, conservano antiche tradizioni che si rinnovano annualmente nel mese di giugno con grande partecipazione popolare.
Di notevole rilevanza a livello folkloristico è il carnevale fonnese, in cui sfilano le maschere più caratteristiche: Urthos e Buttudos, di radici ancestrali, su Ceomo, pupazzo carnevalesco accompagnato da un gruppo di uomini travestiti con il classico abito da vedova, e sas mascheras limpias, costume femminile completato da un cappello di paglia ornato da pizzi bianchi e nastri di vari colori, accompagnato da un velo bianco che cala sul viso.

### Lingue e dialetti
La variante del sardo parlata a Fonni è il barbaricino. Quella fonnese è una variante molto conservativa; in essa possiamo trovare alcuni fenomeni tipici come:
- Conservazione del nesso -th-, pronunciato [θ], ad esempio in parole come pratha "piazza", puthu "pozzo", petha "carne".[7][8]
- Come in altre varietà barbaricine (ad es. orgolese e olianese), presenza del cosiddetto colpo di glottide [ʔ] come allofono di /k/, ad es.: su cane pron. [su ˈʔanɛ] "il cane".
- Rotacismo di /s/ finale quando a contatto con una consonante diversa da {s} e da {c}. Ad es.: ses bella [sɛr ˈbɛlla] "sei bella", sas manos [sar ˈmanɔz(ɔ)] "le mani". Questo fenomeno è tipico delle varietà della Sardegna centrale e centro-orientale.
- Conservazione del nesso -/nd/-, come ad esempio nella parola andare (altre varianti di area nuorese/barbaricina, invece, presentano l'assimilazione nel nesso in -/nn/-, quindi annare).
- Participi passati dei verbi:
  - Prima coniugazione: sing. -au, -ada, plur. -aos, -adas ; ad es. basare > basau, basada, basaos, basadas ("baciare");
  - Seconda e terza coniugazione: sing. -iu, -ia, plur. -ios, -ias; ad es. bèndere > bèndiu, bèndia, bèndios, bèndias ("vendere"), drommire > drommíu, drommía, drommíos, drommías ("dormire").

## Cultura

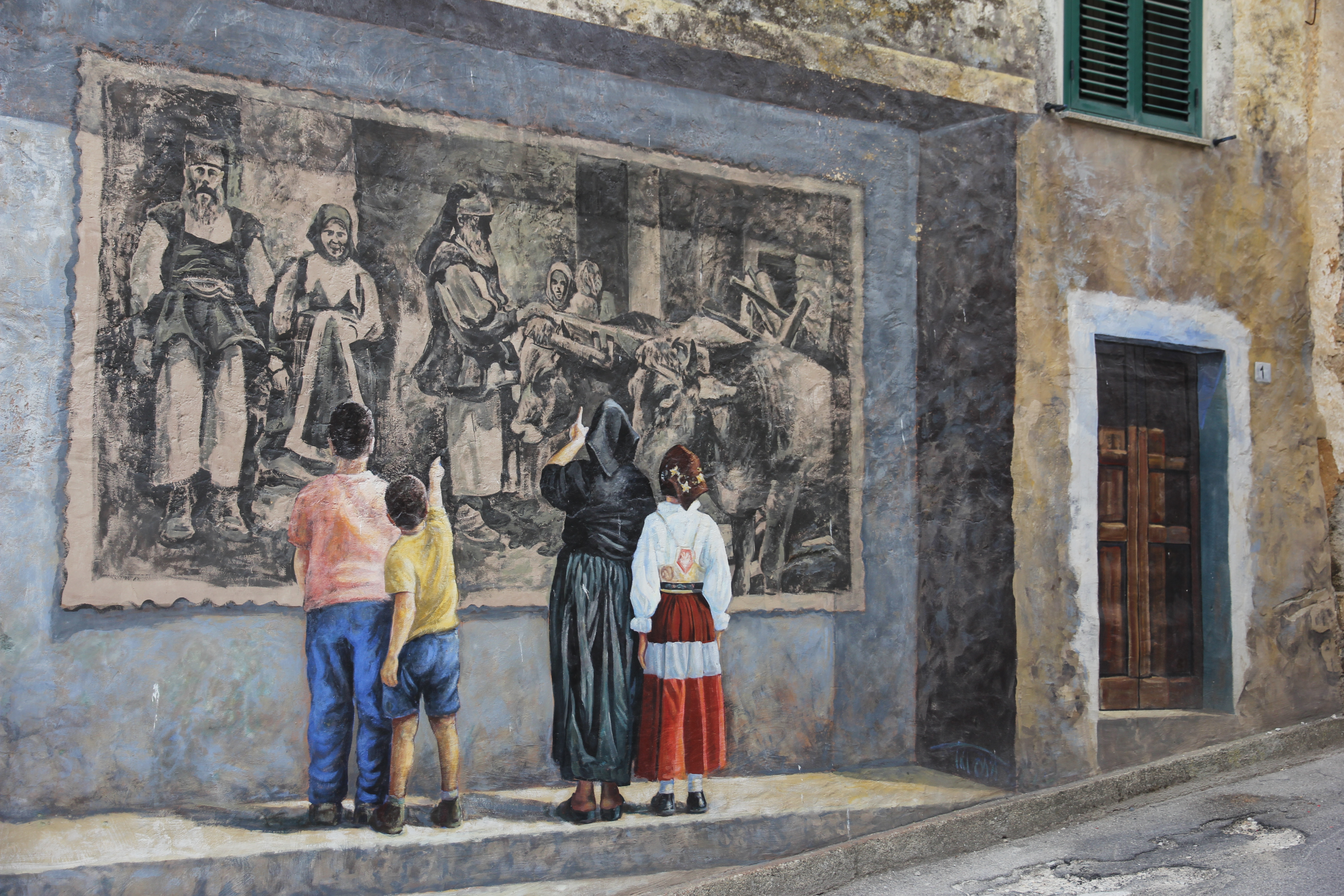
Murales

### Cucina
Rinomata a Fonni è la produzione dolciaria dei biscotti savoiardi nella tipica variante locale.

### Eventi
Il Palio di Fonni o Palio dei Comuni si svolge ogni anno fin dal 1985 nel galoppatoio comunale la prima domenica di agosto. Il fantino che corre per il comune di Fonni è il vincitore del Palio di San Giovanni che viene disputato a giugno durante la festa omonima.

## Economia
Il comune è un centro turistico invernale, dotato di impianti sciistici di risalita situati sul Bruncu Spina e monte Spada attualmente in fase di ammodernamento.

## Infrastrutture e trasporti
Il comune è interessato dalla Strada statale 389 di Buddusò e del Correboi e dalla Strada Provinciale 7.

## Amministrazione
| Periodo         | Periodo         | Primo cittadino | Partito                                 | Carica  | Note   |
| --------------- | --------------- | --------------- | --------------------------------------- | ------- | ------ |
| 6 giugno 1993   | 27 aprile 1997  | Michele Mulas   | Democrazia Cristiana                    | Sindaco | [ 10 ] |
| 27 aprile 1997  | 13 maggio 2001  | Michele Mulas   | centro                                  | Sindaco | [ 11 ] |
| 13 maggio 2001  | 28 maggio 2006  | Anna Cicalò     | liste civiche di centro-sinistra        | Sindaco | [ 12 ] |
| 28 maggio 2006  | 15 maggio 2011  | Antonino Coinu  | lista civica                            | Sindaco | [ 13 ] |
| 15 maggio 2011  | 5 giugno 2016   | Stefano Coinu   | lista civica "L'alternAttiva per Coinu" | Sindaco | [ 14 ] |
| 5 giugno 2016   | 11 ottobre 2021 | Daniela Falconi | lista civica "Nuovamente Fonni"         | Sindaco | [ 15 ] |
| 11 ottobre 2021 | in carica       | Daniela Falconi | lista civica "Nuovamente Fonni 4.0"     | Sindaco | [ 16 ] |